# Les Carottiers
Pour plus de détails, voir Fiche technique et Distribution.
Les Carottiers est un film américain réalisé par James W. Horne mettant en scène Laurel et Hardy, destiné au marché francophone, sorti en 1931.
Le film est constitué à partir du montage bout à bout de deux courts métrages, Drôles de bottes (Be Big!) et Le Bon Filon (Laughing Gravy). Diverses scènes ont été tournées en français et certains acteurs sont spécifiques à cette version.
Los Calaveras est selon le même principe la version en langue espagnole destinée au marché hispanophone.

## Synopsis
Les scénarios sont similaires à ceux de Drôles de bottes et Laughing Gravy, les deux courts-métrages sont accolés avec un simple intertitre précisant : « Après le divorce, la fortune n’a pas souri aux deux amis et quand vint l’hiver… » et le long métrage est donc constitué de deux parties.

Laurel et Hardy se préparent à partir en week-end au bord de la mer avec leur épouses lorsque le téléphone sonne. C'est un ami qui les appelle de leur Club de chasse et persuade Oliver de venir faire la bringue ! Il décide alors de se faire porter pâle et propose à leurs épouses qu'elles partent seules, Stan et lui les rejoindront le lendemain. Le stratagème fonctionne et nos deux lurons s'habillant pour aller au club, l'uniforme de ce dernier se composant d'une culotte de cheval et d'une paire de bottes que Hardy a toutes les peines du monde à enfiler... Pendant ce temps, les épouses parvenues à la gare constatent qu'elles ont raté leur train et retournent à la maison. Comprenant qu'elles ont été roulées, elles se saisissent des fusils et tirent sur les compères.

Fin de la première partie. L'intertitre et les premières images nous font comprendre que Laurel et Hardy sont redevenus célibataires et habitent une pension.

Il fait froid dehors et nos deux compères sont couchés. Hardy voudrait bien dormir mais Laurel a le hoquet en dormant. Bien pire, le remue-ménage provoqué par leur dispute finit par faire aboyer leur petit chien, Laughing Gravy. Mais les animaux sont interdits et le propriétaire alerté par les aboiements met le chien dehors.

Sitôt leur propriétaire recouché, Stan et Laurel tentent de faire entrer à nouveau Laughing Gravy dans la chambre. La chose n'est pas aisée surtout lorsque l'on est aussi peu dégourdi et discret que nos amis. Finalement le propriétaire les mets à la rue et nos compères envisagent de se séparer...

## Fiche technique
- Titre : Les Carottiers
- Réalisation : James W. Horne
- Scénario : H.M. Walker (dialogues) et Pierre Weill (traduction)
- Photographie : Jack Stevens
- Montage : Richard C. Currier[1]
- Ingénieur du son : Elmer Raguse
- Producteur : Hal Roach
- Société de production : Hal Roach Studios
- Société de distribution : Metro-Goldwyn-Mayer
- Pays d’origine : États-Unis
- Langue : français
- Format : Noir et blanc - 35 mm - 1,37:1  -  sonore
- Genre : comédie
- Longueur : six bobines
- Date de sortie : 
  - France : 1931

## Distribution
- Stan Laurel : Stanley
- Oliver Hardy : Oliver Hardy

Reste de la distribution non créditée :
- Chet Brandenburg : le chauffeur de taxi
- Jean De Briac : Jean, l'ami au téléphone invitant Oliver (dans le rôle de Baldwin Cooke)
- Anita Garvin : Mrs Laurel
- Laughing Gravy : Laughing Gravy, le chien
- Charlie Hall : le groom / le propriétaire
- Jack Hill : un passant à la gare
- Ham Kinsey : un passant à la gare
- Luis Llaneza : figuration au club dans le dos de Jean de Briac.
- Germaine De Neel : Mrs Hardy (dans le rôle d'Isabelle Keith)

## Autour du film
Les Carottiers est le dernier des cinq films tournés par Laurel et Hardy directement en français en parallèle avec la version originale. C'est aussi le seul qui soit conservé aujourd'hui, les autres ayant été perdus.
Anita Garvin se contente de mimer ses répliques, une actrice francophone les prononçant hors champ.